# Wolf Schneider
Wolf Schneider (n. 7 mai 1925, Erfurt, Republica de la Weimar – d. 11 noiembrie 2022, Starnberg, Bavaria, Germania) a fost un jurnalist, autor și critic literar german.

## Date biografice
Wolf Schneider a copilărit în Berlin, după absolvirea examenului de bacalaureat a fost înrolat în armată la aviație. La sfârșitul războiului a lucrat la început ca translator al trupelor de ocupație americană. Din 1947 a început să lucreze la început ca voluntar și apoi ca redactor la ziarul Neue Zeitung din München. Între anii 1950-1956 a fost membru corespondent al agenției de știri Associated Press (AP), iar ulterior ca director al ziarului Süddeutsche Zeitung (Ziarul Germaniei de Sud). La revista Stern a ajuns în 1966 ca redactor șef și apoi director. A urmat să ocupe diferite posturi de conducere la agențiile de presă: Dialog, Die Welt. Între anii 1979-1995 a fost numit în conducerea școlii de jurnalistică Henri-Nannen din Hamburg, iar între anii 1979 - 1987 și 1991 - 1992 a moderat o emisiune talkshow la postul de televiziune  NDR, al Germaniei de Nord. Din mai 2009 a publicat regulat articole la ziarul Süddeutsche Zeitung. 
La emisiunea hart aber fair din februarie 2011, unde s-a dezbătut tema educația copiilor, el era de părerere că tinerii pentru a atinge un anumit țel, au nevoie și de severitate. 
Wolf Schneider a locuit în Starnberg.